# Lunca Corbului
Lunca Corbului is een Roemeense gemeente in het district Argeș.
Lunca Corbului telt 2928 inwoners.